# Kommunalwahl in der Türkei 1930

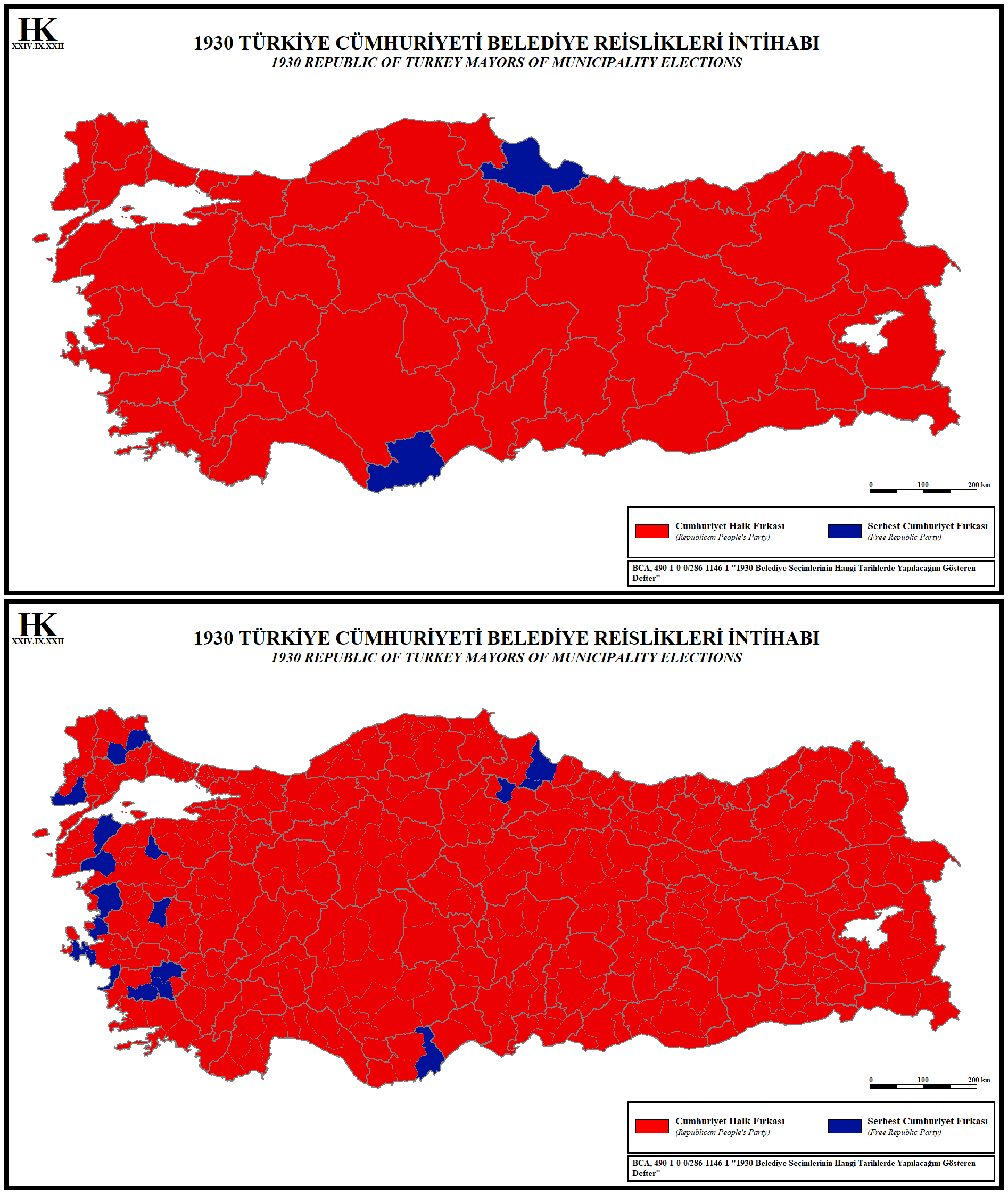

Die Kommunalwahlen in der Türkei 1930 fanden während der Präsidentschaft Mustafa Kemal Atatürks statt und waren die ersten Mehrparteien-Wahlen in der Geschichte der Republik Türkei.
An der Wahl, bei der erstmals Frauen das aktive Wahlrecht zugestanden wurde, nahmen die Republikanische Volkspartei (CHF, heute CHP) des Staatspräsidenten Atatürk und die oppositionelle Freie Republikanische Partei (SCF) unter dem Vorsitzenden Fethi Okyar (damals noch als Ali Fethi Bey) teil. Die SCF gewann bei den Wahlen im Oktober 1930 in 30 von 512 Gemeinden, wurde jedoch wenig später am 17. November 1930 wieder aufgelöst.
Fethi Bey hat sich mit den Ergebnissen zufriedengegeben und hat darüber hinaus im Angesicht der gründlich angespannten Beziehungen zwischen den beiden Parteien eine Debatte ausgelöst.

## Ergebnisse
- In Istanbul erhielt die CHF 35.942 und die SCF 12.868 Stimmen;
- In Izmir lag die CHF bei 14.624, die SCF bei 9.950 Stimmen;
- In Pergamon: CHF bei 250, SCF bei 1.371;
- Merzifon: CHF bei 496, SCF bei 557;
- Samsun: 416 Stimmen für CHF und 3.312 für die SCF.